# Ana Varela Iglesias
Ana Varela Iglesias (Bembibre, 17 de junio de 1983) es una deportista española que compitió en piragüismo en la modalidad de aguas tranquilas. Ganó una medalla de bronce en el Campeonato Mundial de Piragüismo de 2005, en la prueba de K4 200 m.

## Palmarés internacional
| Campeonato Mundial | Campeonato Mundial | Campeonato Mundial | Campeonato Mundial |
| Año                | Lugar              | Medalla            | Competición        |
| ------------------ | ------------------ | ------------------ | ------------------ |
| 2005               | Zagreb (Croacia)   | Medalla de bronce  | K4 200 m           |